# Capela Sfânta Ecaterina din București
Situată în București, lângă Arcul de Triumf, capela fostului leagăn de copii, Sfânta Ecaterina rămâne o mărturie a credinței și a grijii, pe care oamenii de acum un veac o arătau față de așezămintele sociale. Istoria capelei și a așezământului Sf. Ecaterina, deși zbuciumată, rămâne o dovadă clară că binele și inițiativa pozitivă nu mor niciodată. Fără a mai deține în prezent rolul, pe care îl avea la începuturile sale, capela Sf.Ecaterina, prin preotul ei, Ștefan Sava, continuă să aducă o umbră de mângâiere în viața celor aflați în necazuri. 

## Istoric
În 1897 a luat ființă o societate pe baza căreia s-a realizat un institut pentru creșterea copiilor sărmani nou născuți. Fondat din inițiativă privată, leagănul Sf.Ecaterina primea în creștere copiii părinților sărmani, cu numeroși copii, copii rămași fără mamă (orfani), precum și tinere necăsătorite, devenite mame, pentru a-și crește copiii, cu scopul de a nu-și înstrăina pruncii.
Din Comitetul Fondator făceau parte: Ecaterina Cantacuzino (președinte) , Teodora Văcărescu (vicepreședinte), Irina Cantacuzino (casier), Dr. Toma Ionescu (secretar). Printre alții, se mai numără și doamnele Moruzi, Olănescu, Lamotescu, Vlaso, Lascăr, Grădișteanu, Costinescu, Monteoru, Crissoveloni, Marghiloman, Dumitrescu, Anghelescu. Președinta de onoare a fost desemnată Regina Elisabeta.
Doctorul așezământului era medicul Mihail Mirinescu. Primăria capitalei a donat terenul de lângă Arcul de Triumf 20.000 m2. Pe acest teren s-au clădit, în timp, șapte pavilioane, ultimul în 1985. Fondurile necesare construcțiilor au provenit în mare parte din donații particulare, dar și din cele alocate de stat.
Valoarea activității de îngrijire și a modului de organizare a așezământului a fost recunoscută în cadrul Expoziției Internaționale de la Paris, în 1900. Apoi, în 1906, primește diploma de onoare cu plachetă a Expoziției generale a României realizată cu prilejul jubileului de 40 de ani de domnie a regelui Carol I.
În timpul Primului Război Mondial, copiii au fost întreținuți din veniturile particulare ale doamnei Ecaterina Cantacuzino. După 1948, leagănul Sf. Ecaterina devine așezământ public finanțat din bugetul statului, păstrându-și profilul, dar modificându-i-se numele, de la care s-a scos apelativul Sfânta Ecaterina. Astfel, odată cu venirea comunismului, capela a devenit în 1953, sală de mese, apoi spălătorie, iar, ulterior, magazie, unde erau depozitate pături vechi, saltele și materialul medical uzat al spitalului. 
Anul 1989 a găsit capela într-o stare jalnică. Pereții erau infiltrați cu apă, igrasia începuse să macine tencuiala interioară și exterioară a lăcașului. Mediul umed, pe care îl crease fosta spălătorie a făcut ca tocurile metalice ale ferestrelor să ruginească. Singurele mărturii, care dovedeau că acolo fusese cândva o biserică, erau frescele aflate pe bolta naosului (Hristos Pantocrator) și pe bolțile absidelor (scena Nașterii Domnului și Maica Domnului Împărăteasă).
De asemenea, se mai păstrau icoanele împărătești, opera renumitului pictor bisericesc Belizarie, care a realizat și pictura din catedrala patriarhală.
Capela nu era conectată la electricitate și nu avea nici canalizare.
Au trebuit să treacă aproape 10 ani pentru ca fostul lăcaș de cult să fie observat de cineva. În 1998, la leagănul de copii Sfânta Ecaterina din București sosea un grup de voluntari venit de la biserica Sfântul Silvestru care încerca să suplinească lipsa de personal pe care leagănul de copii din apropierea capelei o suporta greu. Printre voluntari se afla și Sava Ștefan, student la Facultatea de Teologie Ortodoxă a Universității din București, ce avea să devină chiar preotul așezământului. Chiar dacă era foarte grea reabilitarea capelei, părintele Sava a nădăjduit că va reuși. Înconjurat de mulți oameni inimoși, de prieteni, a reușit, împreună cu aceștia, să redea bisericii frumusețea ei de altădată.

## Arhitectură
Abordând un tip de program arhitectonic, inexistent în repertoriul arhitecților din România, Ion D. Berindey realizează leaganul "Sf.Ecaterina", operă remarcabilă prin originalitatea rezolvării spațiului si modului, în care soluționează relatia comunicării spațiului interior cu exteriorul. Stilistic, proiectul constituie prima sa lucrare sub influența stilului neo-românesc. În ceea ce privește capela, aceasta este integrată complexului, aparținându-i în mod organic. Respectând volumetria clasică ortodoxă, aceasta folosește, de asemenea, motive decorative din repertoriul neo-românesc. Capela din incinta așezământului, construită în anul 1901 pe baza planurilor arhitectului Berindei, a fost ridicată la inițiativa doamnei 
Irina Ghyca, nascută Cantacuzino. Din casatoria cu Radu Crețulescu, Irina a avut o singura fiica - Ecaterina Olimpia Georgeta. 
Capela din incinta leaganului a fost ridicată in memoria fiicei sale, pe care dupa divorț, Radu Crețulescu a rapit-o și, pe care mama sa nu a mai revăzut-o niciodată. Pe fațada de vest, deasupra icoanei cu hramul Sf.Ecaterina, stă scris: Pentru copii fără mamă, de la o mamă fără copil".

## Hram
Capela Sfânta Ecaterina are două hramuri. Hramul principal al lăcașului de cult este Sfânta Ecaterina (25 noiembrie), iar cel de-al doilea hram, mai puțin cunoscut, este Sfântul Nectarie din Eghina (9 noiembrie).
De asemenea, capela adăpostește o icoană relicvar a Sfintei Ecaterina.

## Preoții slujitori
- Pr. Ulpiu Petrescu
- Pr. Nicolae Jordănescu
- Pr. Ieromonah Ruvim Niculescu
- Pr. Haralambie Cojocaru
- Pr. Miron Ianculescu
- Pr. Sava Ștefan (1999 - prezent)

## Galerie

Capela Sf. Ecaterina înainte de 1948
Cântăreții capelei
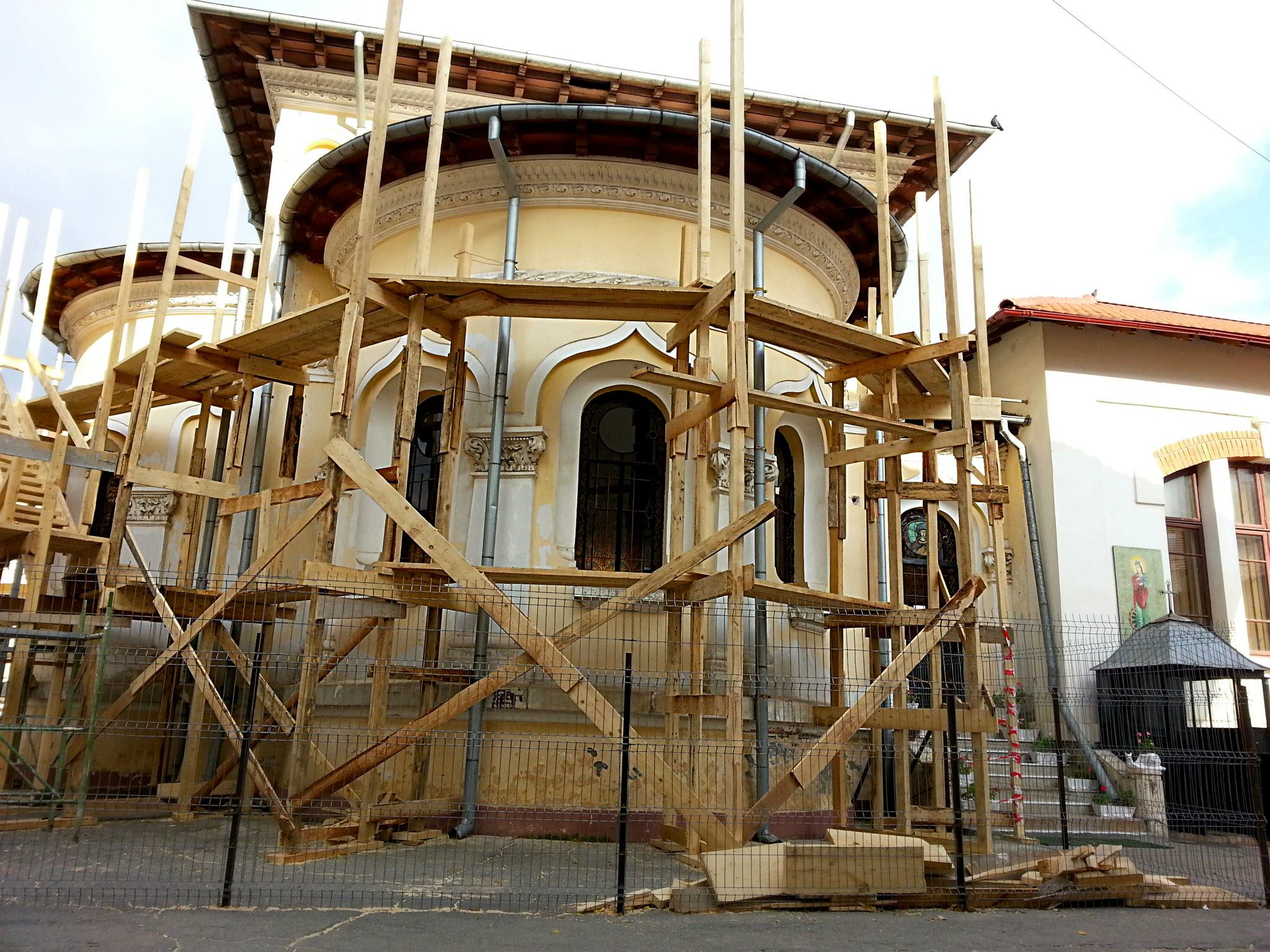
Capela în renovare (2014)
Capela în renovare (2014)
Capela în renovare - interior
Părintele Sava Ștefan împărtășind copiii
Capela după renovare (2015)